# CitySpire Center
Het CitySpire Center is een wolkenkrabber in de Amerikaanse stad New York. Het gebouw werd in 1989 voltooid en is eigendom van Tishman Speyer Properties.

## Ontwerp
Het CitySpire Center is 248,11 meter hoog en telt 75 verdiepingen. Het is door Murphy/Jahn in postmodernistische stijl ontworpen en heeft twee ondergrondse verdiepingen. Het is bekleed met kalksteen en bevat 339 appartementen.
Het gebouw bevat tot en met de 23ste verdieping kantoren. De verdiepingen daarboven bevatten woningen, die naarmate de toren hoger wordt, groter worden. Op het gebouw bevindt zich een koepel die 's nachts van binnenuit wordt verlicht. Het gebouw bevat onder andere een fitnesscentrum, een zwembad en een garage.